# Hanyū, Saitama
Hanyū (羽生市 Hanyū-shi) là một thành phố thuộc tỉnh Saitama, Nhật Bản.